# Angelo Fuchs
Angelo Fuchs (Conegliano, 27 maggio 1848 – Salò, 7 aprile 1920) è stato un ingegnere e architetto italiano.

## Biografia
Nacque a Conegliano, in provincia di Treviso, all'epoca appartenente all'impero austro-ungarico, in una famiglia ebraica. Era figlio di Calimano Fuchs, mercante originario di Holleschau in Moravia, e di Annetta Valenzin, proveniente dalla piccola comunità cenedese.
Di sentimenti italiani, patriota, nel 1866 si arruolò volontario a 18 anni per partecipare alla terza guerra d'indipendenza contro l'Austria. Compagno d'armi e di università di Luigi Wimmer, anche lui nato in Austria, nel 1869 si laureò all'università di Padova in ingegneria e architettura con il massimo dei voti.
Progettò palazzi in Russia e in Romania, nel 1877 prese parte, come ingegnere, alla guerra turco-russa, partecipò alla realizzazione della galleria del Gottardo e d'Arlberg. Nel 1883, alla morte a soli 41 anni dell'amico Wimmer che con il suo albergo aveva cominciato a promuovere la trasformazione di Gardone Riviera a località turistica, su richiesta della vedova ne proseguì l'opera trasformando l'albergo in quello che uno storico dell'epoca, Giuseppe Solitro, definì "un paese nel paese", con 300 stanze tutte poste a mezzodì, sale, giardini con piante tropicali. Con lui Gardone Riviera si trasformò davvero in una località climatica invernale diventando il simbolo della Belle èpoque.  Oltre all'ampliamento dell'albergo di Wimmer, progettò strutture ricettive, ville  (tra le quali spicca Villa Koeniger, sede di un osservatorio meteorologico), edifici pubblici, e volle anche il lungolago e il viale dei colli di Gardone. Fu impegnato anche nel rinnovamento di Salò, danneggiata dal terremoto del 1901.
Divenne in breve una delle personalità più note della zona, membro di varie società e associazioni, nonché sindaco di Gardone per dieci anni, dal 1910 alla morte.
Fu sepolto nel cimitero di Salò.

## Vita privata
Nel 1886 aveva sposato la veneziana Margherita Cappon, di origine ebraica, che gli diede due figli e tre figlie.